# São Paulo do Potengi
São Paulo do Potengi is een gemeente in de Braziliaanse deelstaat Rio Grande do Norte. De gemeente telt 15.017 inwoners (schatting 2009).

## Aangrenzende gemeenten
De gemeente grenst aan Barcelona, Lagoa de Velhos, Riachuelo, Santa Maria, São Pedro en Senador Elói de Souza.